# Peppy Hare
 (août 2025).
Motif : Y a-t-il réellement les sources et la matière pour un article séparé de Personnages de Star Fox ?
- Archive Wikiwix
- Bing
- Cairn
- DuckDuckGo
- E. Universalis
- Gallica
- Google
- G. Books
- G. News
- G. Scholar
- Persée
- Qwant
- (zh) Baidu
- (ru) Yandex
- (wd) trouver des œuvres sur Wikidata

| 1. | Préciser le motif de la pose du bandeau. | Précisez le motif de la pose du bandeau en utilisant la syntaxe suivante : {{admissibilité à vérifier\|date=août 2025\|motif=remplacez ce texte par le motif}}                  |
| 2. | Informer les utilisateurs concernés.     | Pensez à avertir le créateur de l'article, par exemple, en insérant le code ci-dessous sur sa page de discussion : {{subst:avertissement admissibilité à vérifier\|Peppy Hare}} |

Peppy Hare (ペッピー・ヘア, Peppī Hea) est un lapin fictif et personnifié inventé dans la série de jeux vidéo Star Fox de Nintendo.
Peppy Hare a les yeux bruns, il mesure environ 1,70 m et a 41 ans (dans Star Fox 64).
Il fit partie des trois équipes Star Fox qui existèrent.

## Histoire de Peppy

### AvantLylat Wars
Peppy Hare est un pilote de talent, dévoué et courageux, et un ami de longue date de James McCloud. Il a fait partie de la première équipe Star Fox fondée par le général Pepper, avec pour leader James McCloud, et coéquipier Pigma Dengar.
Avec James et Pigma, Peppy fait route pour Venom afin de contrecarrer les plans de l'Empereur Andross, mais hélas, Pigma trahit l'équipe en l'attirant dans un piège tendu par Andross. James se sacrifie, permettant à Peppy de s'échapper de Venom. Depuis, le lapin s'est juré de veiller sur le fils de James, Fox.

### Star Fox 64/Lylat Wars
Des années après l'échec de la première équipe Star Fox, Peppy accepte de prendre part à la nouvelle équipe Star Fox, commandée par Fox. Expérimenté, Peppy reste la plupart du temps en retrait pendant que Fox et Falco sont en première ligne. Il prodigue de nombreux conseils et avertit l'équipe des dangers. Son sens de l'observation lui permet de déceler rapidement les points faibles des boss.
Peppy reconnait également à de nombreuses reprises que Fox est aussi talentueux, sinon plus, que James.
Face à l'équipe Star Wolf, il est confronté à son ancien équipier, Pigma. L'équipe Star Wolf vaincue, Peppy s'est ainsi vengé de la trahison de Pigma des années auparavant.
Dans ce jeu, il est également à l'origine du phénomène Internet « Do a barrel roll! » qui signifie : « Fais un tonneau ! »

### Star Fox Adventures
Huit ans se sont écoulés ; Peppy a désormais cessé de piloter, mais reste toujours un membre actif de l'équipe. Comme à son habitude, il prodigue de nombreux conseils à Fox, et s'est spécialisé dans la cartographie. Peppy apportera ainsi des explications sur chacun des lieux visités par Fox.

### Star Fox: Assault
Un an après les événements de Sauria, Peppy est de nouveau plongé dans un conflit galactique majeur, avec l'apparition des Aparoïdes. Il est cette fois aux commandes du Great Fox, le vaisseau-mère de l'équipe, mais garde sa fonction de conseils — la prévention des dangers étant le rôle dévolu à Krystal —.
Peppy joue un grand rôle. Sa position plus en retrait lui confère une fonction de superviseur des opérations. L'opération de sauvetage de la planète Corneria est l'occasion pour lui de reprendre les commandes de l'Arwing, afin de sauver le général Pepper de la mort.
Lors de l'assaut final sur la planète des Aparoïdes, Peppy se distingue par un acte héroïque majeur. Il envoie ainsi le Great Fox s'écraser contre le bouclier de protection de la ruche de la Reine Aparoïde, permettant ainsi aux équipes Star Fox et Star Wolf de passer la dernière défense. Supposés morts par le reste de l'équipe, Peppy et ROB 64 parviennent à se sauver in extremis en s'échappant par la capsule de secours.
Retrouvant ses équipiers sains et saufs, Peppy affirme que cette fois, il prend sa retraite pour de bon.

### Star Fox Command
Quelque temps plus tard, Peppy est nommé général de l'armée cornérienne, et remplace le général Pepper, décédé depuis peu. Il tient cette fois un rôle mineur dans le déroulement général des différents scénarios, à l'exception d'un où il rejoint Fox, Falco et Slippy pour reformer l'équipe du temps de Lylat Wars.

## Apparitions
- Star Wing

Peppy est le vétéran de l'équipe. Comme les autres membres de Star Fox, il pilote un Arwing.
- Star Fox 2

Peppy peut être sélectionné comme pilote principal ou second pilote. Il est cette fois aux commandes d'un bombardier Arwing plus lourd mais plus résistant que l'Arwing standard.
- Lylat Wars

L'histoire de Lylat Wars étant une révision de celle de Star Fox, Peppy y tient le même rôle.
- Super Smash Bros. Melee

Peppy fait une apparition dans le mode « Aventure », où il intervient avec son Arwing lors du combat contre Fox. Il dispose également d'un trophée à son effigie.
- Star Fox Adventures

Fonction de cartographe.
- Star Fox: Assault

Il supervise les opérations de l'équipe. Peppy peut également être débloqué dans le mode multijoueurs, où il fait preuve de capacités de course supérieures, et de capacités de pilotage globalement équilibrées.
- Star Fox Command

Comme de nombreux personnages dans ce jeu, il est possible d'incarner Peppy. Il pilote le modèle d'Arwing issu de Star Fox: Assault.
- Super Smash Bros. Brawl

Il réapparait dans le niveau « Corneria » issu de Super Smash Bros. Melee, où il tire sur les personnages à bord de son Arwing ; il a aussi un trophée et quelques vignettes à son effigie. Grâce à une moquerie spéciale de Fox, Falco, ou Wolf sur les Terrains « Corneria » ou « Traversée de Lylat », il est possible de faire apparaitre une fenêtre de dialogue entre lui, Slippy, Fox, Falco, ou les membres de la Star Wolf.